# Бард (Сирія)
Бард (англ. Burd, араб. برد) — поселення в Сирії, що складає невеличку друзьку общину в нохії Аль-Карайя, яка входить до складу мінтаки Сальхад в південній сирійській мухафазі Ас-Сувейда.